# Wojciech Muszyński
Wojciech Jerzy Muszyński (ur. 4 kwietnia 1972 w Warszawie) – polski historyk, doktor habilitowany nauk humanistycznych, badacz dziejów najnowszych Polski i historii wojskowości, pracownik naukowy Instytutu Pamięci Narodowej.

## Życiorys

### Działalność naukowa
Absolwent XVIII Liceum Ogólnokształcącego im. Jana Zamoyskiego w Warszawie w 1991 r. W 1998 roku ukończył studia magisterskie na kierunku historia na Wydziale Historycznym Uniwersytetu Warszawskiego na seminarium prof. dr. hab. Tomasza Witucha. Stopień doktora nauk humanistycznych w zakresie historii uzyskał 6 grudnia 2010, broniąc pracę pod tytułem Powstanie i działalność środowiska politycznego Organizacji Polskiej w latach 1934–1944 (promotorem był prof. dr hab. Jan Żaryn, a recenzentami profesorowie Tadeusz Wolsza i Wiesław Wysocki) na Wydziale Historycznym Uniwersytetu Kardynała Stefana Wyszyńskiego. 1 lipca 2024 uzyskał stopień naukowy doktora habilitowanego.
Główny specjalista w Instytucie Pamięci Narodowej w Warszawie od 2006 r. (m.in. pracował w Oddziałowym Biurze Badań Historycznych IPN). Współtwórca i redaktor naczelny naukowego czasopisma Glaukopis od 2003 do 2019 roku. W latach 2017-2021 członek Kolegium „Biuletynu IPN” oraz Rady Programowej Muzeum Żołnierzy Wyklętych i Więźniów Politycznych PRL w Warszawie.
Uczestnik szeregu projektów wydawniczych Instytutu Dziedzictwa Myśli Narodowej im. R. Dmowskiego i I.J. Paderewskiego: Słownik Biograficzny Polskiego Obozu Narodowego (2020-2024), Słownik Biograficzny Polskiego Katolicyzmu Społecznego (2021-2024) oraz Encyklopedia Ruchu Narodowego (2022-2024), Członek zespołu redakcyjnego dwudziestotomowej edycji Encyklopedii Białych Plam (2000–2008). Autor szeregu biogramów postaci historycznych w wydawnictwach naukowych: Słownik biograficzny adwokatów polskich, t. 3 (Warszawa 2018), Konspiracja i opór społeczny w Polsce. Słownik biograficzny, t. 2 (Warszawa 2004), t. 3 (Warszawa 2007), t. 4 (Warszawa 2010), t. 5 (Warszawa 2018); Leksykon Duchowieństwa represjonowanego w PRL w latach 1945–1989, t. 3 (Warszawa 2006); Opozycja w PRL. Słownik biograficzny 1956–1989, tom 2 (Warszawa 2002), a także Encyklopedii Katolickiej i Polskim Słowniku Biograficznym. Publikował m.in. w czasopismach Uważam Rze, Historia Do Rzeczy, Gazeta Polska, The Polish Review, Biuletyn IPN, Nowe Państwo.
Autor wystawy „Białe Legiony. Polskie formacje zbrojne w Rosji w latach 1914–1918”, której wernisaż odbył się w Łazienkach Królewskich w Warszawie 24 października 2018. Nadzorował merytorycznie projekty historyczne: „Wyklęci do szkół” (2016) oraz film dokumentalny „Brygada” w reżyserii Rafała Mierzejewskiego (wyróżniony na festiwalu „Niepokorni, Niezłomni, Wyklęci” Gdynia 2015 r.). Jako biegły przygotował szereg ekspertyz naukowych dla policji i sądów dotyczących sowieckich pomników „wdzięczności” w Warszawie, tzw. Czterech Śpiących przy Placu Wileńskim, rzeźby żołnierzy sowieckich w Parku Skaryszewskim oraz symboliki ukraińskich ruchów nacjonalistycznych.
Uczestnik wielu sympozjów naukowych w Polsce i za granicą. W 2012 r. na zaproszenie Polish American Historical Assotiation gościł na 2012 PAHA Annual Meeting w Chicago. W latach 2015 i 2019 uczestniczył w Kościuszko Annual Spring Symposium organizowanym przez Kościuszko Chair of Polish Studies w The Institute of World Politics (Washington D.C.). Stypendysta Polonia Aid Foundation Trust w Londynie (PAFT) w 2015 r. Członek Zespołu Ekspertów MEiN ds. Opracowania Podstawy Programowej przedmiotu Historia i Teraźniejszość (2021).

### Działalność społeczna i polityczna
W czasie nauki w XVIII LO im. Jana Zamoyskiego w Warszawie, od 1987 należał do konspiracji szkolnej noszącej nazwę Frakcja Młodzieży Republikańskiej, przekształconej rok później w Polską Organizację Młodzieżową (o statusie grupy afiliowanej KPN). Uczestniczył w działaniach obu organizacji poprzez kolportaż prasy podziemnej, książek drugiego obiegu, angażując się w akcję informacyjną o strajku i pacyfikacji Huty Lenina (wiosną 1988), demonstracje uliczne, niezależne obchody rocznic patriotycznych, akcje ulotkowe i plakatowe, malowanie napisów na murach sprayem oraz werbowanie młodszych uczniów do tajnych struktur.
W wyborach samorządowych w 2002 bez powodzenia ubiegał się o mandat radnego dzielnicy Mokotów z listy komitetu Julii Pitery. W latach 2006–2010 był członkiem Zespołu ds. Opiniowania Wniosków o Nadanie Odznaczeń za Działalność Opozycyjną w PRL przy Kancelarii Prezydenta RP Lecha Kaczyńskiego. Od 2015 ponownie wszedł w skład tego zespołu w Kancelarii Prezydenta Andrzeja Dudy. Członek Rady Programowej Muzeum Żołnierzy Wyklętych i Więźniów Politycznych PRL w Warszawie. Został członkiem Rady Programowej Fundacji im. Janusza Kurtyki. W 2016 kandydował do składu Collegium IPN z ramienia Ruchu Kukiz'15. Członek Rady Historycznej kombatanckiego Związku Żołnierzy Narodowych Sił Zbrojnych (z której wystąpił w 2017). Wieloletni uczestnik Marszu Szlakiem I Kompanii Kadrowej (nr odznaki marszowej 161).

## Odznaczenia i wyróżnienia
10 listopada 2016 został odznaczony Złotym Krzyżem Zasługi za zasługi w dokumentowaniu i upamiętnianiu prawdy o najnowszej historii Polski. Decyzją Prezydenta RP z 10 kwietnia 2019 odznaczony Krzyżem Wolności i Solidarności, który otrzymał 12 czerwca 2019. Ponadto wyróżniony także: Medalem Komisji Edukacji Narodowej (2021), Medalem Pro Bono Poloniae (2019), Medalem Pro Patria (2023), Medalem Pro Memoria (2012), Medalem 70-lecia Narodowych Sił Zbrojnych (2012), Medalem 75-lecia Narodowych Sił Zbrojnych (2019), Medalem Zasłużonego dla Światowego Związku Żołnierzy Armii Krajowej (2016). 27 października 2023 r. odznaczony Złotym Medalem Zasłużony dla Nauki Polskiej Sapientia et Veritas (1  Klasa). 
Decyzją Ministra Edukacji i Nauki prof. Przemysława Czarnka wyróżniony Dyplomem Uznania za osiągnięcia w pracy naukowej (2022). Wraz z dr. Mariuszem Bechtą wyróżniony nagrodą Książka Historyczna Roku 2018 im. prof. Oskara Haleckiego (w kategorii plebiscyt czytelników na najlepszą monografię naukową) za książkę Przeciwko Pax Sovietica. Laureat Nagrody Magazynu Literackiego "Książki" - Książka Lutego 2024 (kategoria biografie, wspomnienia) za pracę Bolesław Piasecki 1915-1944. Początki Drogi (5 marca 2025). 

## Publikacje

### Monografie
- Pułkownik Bronisław Banasik 1894–1979 (2024)
- Bolesław Piasecki 1915-1944. Początki Drogi (2023)
- Białe Legiony przeciwko bolszewikom. Polskie formacje w Rosji 1918–1920 (2019)
- Toreadorzy Hitlera. Hiszpańscy ochotnicy w Wehrmachcie i Waffen-SS (2019)
- Józef Dowbor-Muśnicki 1897–1937, współautor Rafał Sierchuła (2019)
- Architekt Wielkiej Polski. Roman Dmowski 1864–1939, współaut. Jolanta Mysiakowska-Muszyńska (2018)
- Białe Legiony 1914–1918. Od Legionu Puławskiego do I Korpusu Polskiego (2018)
- Józef Haller 1873–1960, współaut. Krzysztof Kaczmarski i Rafał Sierchuła (2017)
- Przeciwko Pax Sovietica. Narodowe Zjednoczenie Wojskowe i struktury polityczne ruchu narodowego wobec reżimu komunistycznego 1944–1956, współautor Mariusz Bechta (2017)
- Polska dla Polaków! Kim byli i są polscy narodowcy, współaut. Marek Jan Chodakiewicz i Jolanta Mysiakowska-Muszyńska (2015)
- Duch młodych. Organizacja Polska i Obóz Narodowo-Radykalny w latach 1934–1944 (2011)
- Błękitna dywizja. Ochotnicy hiszpańscy na froncie wschodnim 1941–1945 (2002)
- W walce o Wielką Polskę. Propaganda zaplecza politycznego Narodowych Sił Zbrojnych 1939–1945 (2000)

### Redakcje i opracowania
- Antykomunizm narodowców. Organizacje polityczne ruchu narodowego wobec komunistów i komunizmu w II Rzeczpospolitej (1918-1939). Wypisy źródłowe, współred.: Krzysztof Kaczmarski, Jolanta Mysiakowska-Muszyńska, Karol Sacewicz i Rafał Sierchuła (2025)
- Polska pod reżimem komunistycznym. Rok 1945. Anatomia okupacji kraju w raportach cywilnych i wojskowych instytucji Rządu RP na uchodźstwie, oprac. z: Jolanta Mysiakowska-Muszyńska (2023)
- „W imię przyszłości Partii”. Procesy o łamanie tzw. praworządności socjalistycznej 1956–1957, Artykuły (2021)
- Działalność podziemia narodowego przeciwko Niemcom i komunistom w latach 1940–1945 (2019) [wyd. Agencja Bezpieczeństwa Wewnętrznego]
- Polska pod reżimem komunistycznym. Sprawozdanie z sytuacji w kraju (1944–1949), oprac.: Jolanta Mysiakowska-Muszyńska, (2015)
- Narodowe Siły Zbrojne. Dokumenty NSZ-AK 1944–1945. T. 2, oprac. z: Leszek Żebrowski i Marek Jan Chodakiewicz (2015)
- Narodowe Siły Zbrojne. Dokumenty 1942–1944. T. 1, oprac. z: Leszek Żebrowski i Marek Jan Chodakiewicz (2014)
- Golden Harvest or Hearts of Gold. Studies of Wartime Poles and Jews, red. Marek Jan Chodakiewicz i Paweł Styrna (2012)
- Komunistyczne amnestie lat 1945–1947. Drogi do „legalizacji” czy zagłady? (2012)
- Złote serca czy złote żniwa? Studia nad wojennymi losami Polaków i Żydów, współred.: Marek Jan Chodakiewicz (2011)
- Lista strat Obozu Narodowego 1939–1955. Słownik biograficzny. T. 1, współred.: Jolanta Mysiakowska-Muszyńska (2010)
- Żeby Polska była polska. Antologia publicystyki konspiracyjnej podziemia narodowego 1939–1950, oprac. z: Marek Jan Chodakiewicz (2010)
- Lista strat osobowych ruchu narodowego 1939–1955. Z. 1, współred.: Jolanta Mysiakowska-Muszyńska (2008)